# Robert Maillet
Robert Maillet (Sainte-Marie-de-Kent, 26 ottobre 1969) è un attore ed ex wrestler canadese.
Ha lottato nella World Wrestling Federation (WWF) con il nome di Kurrgan.

## Biografia
Nato in Nuovo Brunswick, è cresciuto in una cittadina franco-canadese.

## Carriera

### Wrestling
Maillet lottò nella Renegade Wrestling Alliance (RWA) in Ontario, oltre che per l'Atlantic Grand Prix. Successivamente si allenò con Bret Hart, firmando poi per l'allora World Wrestling Federation (WWF) nel 1997. Iniziò a lottare con il ring name di The Interrogator, entrando a far parte della stable chiamata The Truth Commission. Nel 1998, adottò il nome Kurrgan, entrando a far parte della stable The Oddities. Rimase nella federazione fino all'anno seguente, per poi fare ritorno nel circuito indipendente.

## Filmografia

### Cinema
- 300, regia di Zack Snyder (2007)
- Sherlock Holmes, regia di Guy Ritchie (2009)
- The Big Bang, regia di Tony Krantz (2011)
- Monster Brawl, regia di Jesse Thomas Cook (2011)
- Immortals, regia di Tarsem Singh (2011)
- A Little Bit Zombie, regia di Casey Walker (2012)
- Shadowhunters - Città di ossa (The Mortal Instruments: City of Bones), regia di Harald Zwart (2013)
- Pacific Rim, regia di Guillermo del Toro (2013)
- Percy Jackson e gli dei dell'Olimpo - Il mare dei mostri (Percy Jackson: Sea of Monsters), regia di Thor Freudenthal (2013)
- Septic Man, regia di Jesse Thomas Cook (2013)
- Lo straordinario viaggio di T.S. Spivet (The Young and Prodigious Spivet), regia di Jean-Pierre Jeunet (2013)
- Hercules - Il guerriero (Hercules), regia di Brett Ratner (2014)
- Brick Mansions, regia di Camille Delamarre (2014)
- Game Over, Man!, regia di Kyle Newacheck (2018)
- Deadpool 2, regia di David Leitch (2018)
- Polar, regia di Jonas Åkerlund (2019)
- Becky, regia di Cary Murnion e Jonathan Milott (2020)
- Vicious Fun, regia di Cody Calahan (2020)

### Televisione
- Lexx – serie TV, episodio 4x09 (2001)
- Liography – serie TV, 1 episodio (2003)
- Merlin – serie TV, episodio 4x05 (2011)
- C'era una volta (Once Upon a Time) – serie TV, episodio 1x06 (2011)
- Transporter: The Series – serie TV, episodio 1x09 (2012)
- Haven – serie TV, 5 episodi (2013-2015)
- The Strain – serie TV, 12 episodi (2014-2017)
- Dark Rising: Warrior of Worlds – serie TV, 5 episodi (2014)
- The Umbrella Academy – serie TV, 2x03  (2020)

## Doppiatori italiani
Nelle versioni in italiano delle opere in cui ha recitato, Robert Maillet è stato doppiato da:
- Alessandro Rossi in Percy Jackson e gli dei dell'Olimpo - Il mare dei mostri, Brick Mansions
- Massimiliano Lotti in Becky